# (3) Juno
Juno fou el tercer asteroide descobert, l'1 de setembre de 1804 per l'astrònom alemany Karl Ludwig Harding.
Juno és un dels cossos més grans del cinturó d'asteroides, amidant prop de 240 km de diàmetre. És un asteroide de tipus S, cosa que significa que és altament reflectant i està compost de níquel-ferro barrejat amb silicats de ferro i magnesi.
Juno és el membre més gran de la família Juno d'asteroides.

## Estudis sobre Juno
Segons James L. Hilton (1999), es va observar que l'òrbita de Juno va canviar el 1839, molt probablement a causa d'una trobada imprevista.
Juno fou el primer asteroide en el que es va observar una ocultació. Va passar sobre una tènue estrella el 19 de febrer de 1958. Des de llavors s'han observat diverses ocultacions de Juno.
Juno fou fotografiat recentment pel Telescopi Hooker a l'Observatori del Mont Wilson, usant òptica adaptativa. L'estudi va revelar que Juno té un cràter de 100 km produït per un impacte antic, cosa que fa l'asteroide sembli mossegat.